# 코튼 매더

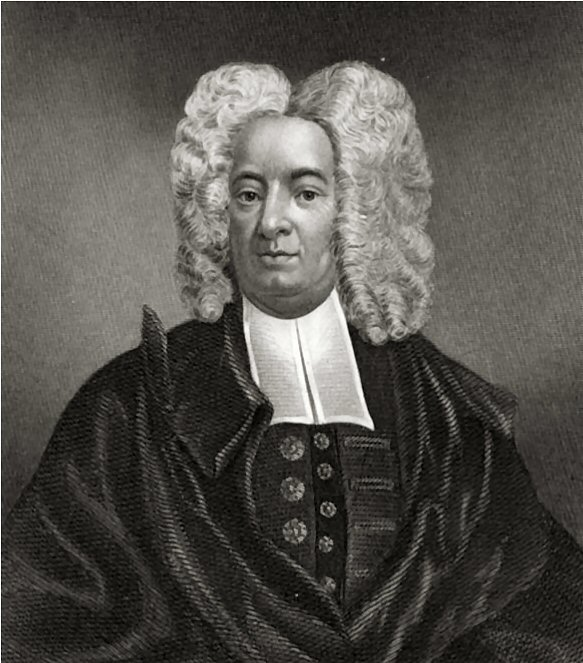
코튼매더(Cotton Mather 1663 ~ 1728)

코튼 매더(Cotton Mather, 1663년 2월 12일 ~ 1728년 2월 13일)는 미국의 회중파(會衆派) 교회 목사이자 역사가이다. 뉴잉글랜드의 청교도 사회를 지배한 ‘매더 왕가’ 중에서도 가장 두드러진 활약을 했다. 격렬한 논쟁가로 알려졌다. 450권 가까운 방대한 양의 저서는 초기 뉴잉글랜드 역사연구에 귀중한 자료를 제공한다.
12세에 하버드대학에 입학, 1681년 졸업을 했다. 1685년 아버지 뒤를 이어 보스턴에서 목사가 되었다. 격렬한 논쟁가로 알려졌고, 쇠퇴해 가던 뉴잉글랜드 청교도 유지에 힘썼다. 수많은 저서와 논문이 있는데, 세일럼의 마녀재판을 다룬 《보이지 않는 세계의 놀라움(1693)》, 초기 뉴잉글랜드 교회사 《미국에서의 그리스도의 위업(1702)》, 《선행록(1710)》, 《일기(1711∼12)》 등이 유명하다. 일찍이 종두(種痘)의 실시·보급에 힘쓴 것으로도 유명하다.

## 전기
미국의 회중교회 목사, 저술가.
성직자가 다스리는 옛 체제를 지지했으며 뉴잉글랜드 청교도 중에서 가장 유명한 사람이다. 신비적 요소(마녀가 존재한다고 믿음)와 근대 과학(천연두 예방접종을 지지함)에 대한 관심을 함께 갖고 있었다. 인크리스 매더의 아들이며 존 코튼과 리처드 매더의 손자인 그는 일생 동안 보스턴에서 살았다. 12세에 라틴어 읽기·쓰기와 '그리스어 명사·동사 격변화시키기' 등 입학시험을 쉽게 통과해서 하버드대학교에 들어갔으며, 끊임없이 학업과 기도에 열중했다. 18세에 이 학교의 학장이었던 아버지에게서 직접 문학석사학위를 받았다.
자신의 삶이 "하늘과의 끊임없는 대화"라고 기록한 적이 있었지만, 자신이 지옥에 갈지도 모른다는 고민을 하기도 했으며, 천국에 갈 수 있다는 확신으로 기뻐하기도 했다. 말을 더듬기 때문에 목사가 될 수 없을 것을 걱정하여 의사가 될 생각도 했으며 일생 동안 의술에 관심을 가졌다. 그러나 "깊이 생각한 뒤 말하라"는 한 친구의 조언을 받은 뒤 말 더듬는 약점을 극복했으며 신학 수업에 다시 주력했다. 1680년 8월에 아버지 인크리즈 매더의 교회에서 처음으로 설교를 했으며, 같은 해 10월에는 할아버지 존 코튼의 교회에서 설교했다. 1685년 정식으로 목사 안수를 받았고, 아버지 교회의 협동목사가 되었다. 일생을 기도·설교·저술·출판에 바쳤으며, 자신의 삶의 주된 목표인 선행을 계속 실천했다. 그의 책 〈선행록 Bonifacius, or Essays to Do Good〉(1710)은 박애의 실천을 가르치는 책이며, 그중 어떤 내용은 당시의 사고를 훨씬 앞서는 것이었다. 예를 들면 학교 선생은 학생을 벌주는 대신 상을 주고, 의사는 질병의 원인일지도 모르는 환자의 정신상태를 연구하라고 가르치고 있다. 그는 사회복지를 위한 협회들을 설립했다.
그는 아버지와 함께 마녀 재판에서 판사가 '유령 증거'(자신이 알고 있는 어떤 사람의 모습으로 유령이 나타나 자기를 공격했다는 마녀 피해자의 증언)를 증거로 채택하지 못하도록 하는 일과 매사추세츠 주지사인 에드먼드 앤드로스 경을 주지사 자리에서 물러나게 하는 일에 힘썼다. 천연두 예방접종을 위한 투쟁의 지도자였으며, 이는 대중의 반발을 샀다. 천연두로 거의 죽어가던 자기 아들에게 접종했을 때는 주민 전체가 분노했고 침실 창문에 폭탄이 날아들었다. 이 시기는 그의 일생 중 매우 어려운 시기였다. 사탄도 그를 반대하는 사람들 편에 선 듯했다. 그의 가족 중 여러 명이 병에 걸렸고 죽은 사람들도 있었으며, 게다가 아들 인크리즈가 소동으로 체포되는 등 불행한 일이 계속 일어났다.

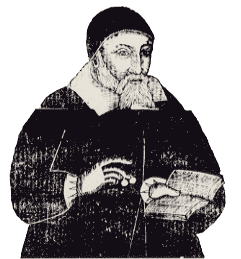
리차트 매더

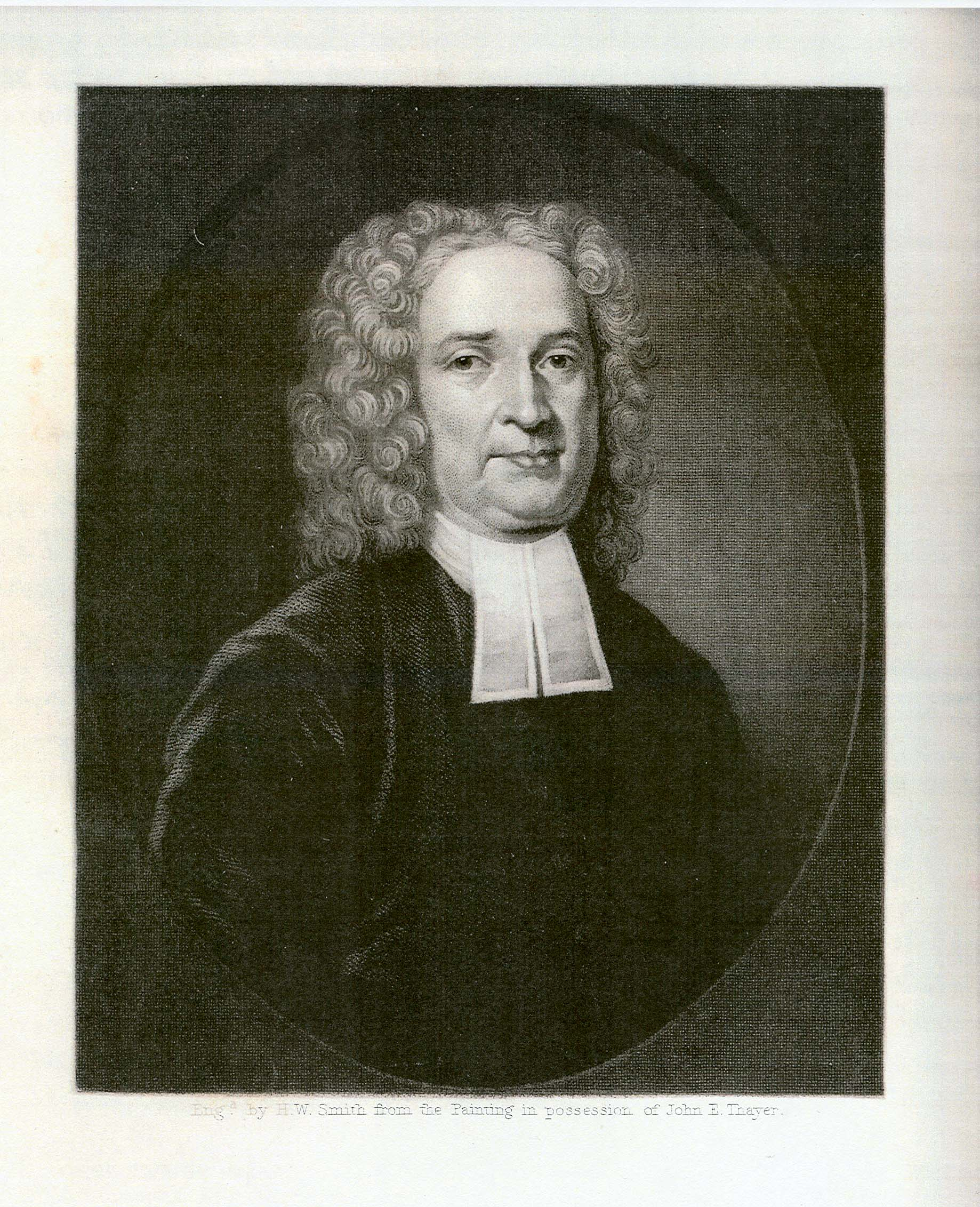
존 코튼(1585~1652)

과학, 특히 미국에서 일어나는 여러 가지 현상에 관심을 가져 〈진기한 미국 Curiosa Americana〉(1712~24)을 출간했고 런던 왕립협회 회원이 되었으며, 천연두 예방접종에 얽힌 일화를 그 협회의 회보에 싣기도 했다. 또한 로버트 보일 같은 유명한 과학자들과 두루 편지를 주고받았다. 그의 책 〈그리스도교인 철학자, Christian Philosopher〉(1721)에서는 이 지구와 그 너머에 있는 우주의 경이로운 현상을 보고 하느님을 인정했다. 이 책은 철학적이면서도 과학적인 내용이었는데, 구질서에 대한 그의 집착에도 불구하고 아이러니컬하게도 18세기 이신론(理神論)을 예고했다.
일생 동안 400권 이상의 책을 저술하고 출간했다. 그중 〈미국에서의 그리스도 위업 Magnalia Christi Americana〉(1702)은 뉴잉글랜드의 성립에서 그가 살던 시대까지의 미국 교회사를 쓴 대작이다. 그의 책 〈성직자를 위한 안내서 Manuductio ad Ministerium〉(1726)는 목사가 되려는 젊은 신학교 졸업생을 위한 안내서로 선행과 대학에서 갖는 이성교제, 시와 음악, 멋에 대한 조언을 담고 있다. 20년에 걸친 그의 야심적인 성서 연구는 죽음으로 중단되었다. 40년 동안 동조자였던 아버지가 죽은 지 겨우 5년 만에 죽은 그는 3명의 아내 애비게일 필립스, 엘리자베스 허버드, 리디어 조지 사이에 15명의 자녀를 두었으며, 그중 그보다 오래 산 자녀는 2명뿐이었다.
두 할아버지 리처드 매더와 존 코튼에게서 활동적인 지성과 그 지성을 활용하고자 하는 의지를 물려받았는데 이는 그에게 행운이자 불행이기도 했다. 그는 두 할아버지가 이룬 위대한 업적의 그늘에 가려져 살았으며, 그 전통을 계속 유지하려 했고 청교도 사회에서 행했던 그들의 역할을 떠맡기를 원했다. 불행하게도 매더는 구질서가 사라지고 있다는 것을 눈치채지 못했다. 식민지 사회가 초기 정착시절의 고난에서 벗어나 점점 더 안정되어가자, 사람들은 현실에 만족했고 영적인 지도자를 필요로 하지 않게 되었다. 때로 좌절하고 때로 화를 내기도 하면서 코튼은 다스리는 성직자라는 옛 질서를 계속 유지하고자 했다. 그의 전기로서 중요한 것은 W. C. 포드가 편집한 〈일기 Diary〉(1911~12)와 배러트 웬들이 쓴 〈청교도 성직자 코튼 매더 Cotton Mather: The Puritan Priest〉(1891, 1926)이다.

## 회중교회주의(Congregationalism)
16세기말과 17세기초에 잉글랜드 개신교 교회에서 일어난 운동.
각 회중이 지교회 이상의 인간 권위로부터 독립하여 자체 문제에 대해 독자적인 결정을 하는 권리와 의무를 강조한다. 오늘날 여러 교단이 이러한 교회정치 원칙을 주장하지만(예를 들면 대부분의 침례교회, 그리스도의 제자회), 회중교회라는 명칭은 대개 회중적인 정책을 독특한 특징으로 삼은 교회를 가리키는 데 쓰인다.
회중교회주의는 포괄적인 청교도운동의 한 부분으로 발전했다. 청교도운동의 일반 목표는 잉글랜드에서 개신교 종교개혁을 완성하는 데 있었다. 이 가운데 회중교회주의자들은 종교개혁의 '만인사제론'(萬人司祭論)을 실천하는 데 관심이 있었다. 잉글랜드 내전이 벌어지기 전부터 활동하던 회중교회주의자들(또는 독립파, 당시에는 이 명칭으로 더욱 많이 알려졌음)은 올리버 크롬웰이 만인사제론을 지지함으로써 유명하게 되었다. 이들의 정치적 영향력은 1650년대에 절정에 달했다가 1658년 크롬웰이 죽은 뒤 급격히 기울었으며, 1660년 왕정복고와 함께 폐지되었다. 1689년 윌리엄과 메리의 즉위로 분위기가 변하기 시작했고, 같은 해 신앙의 자유 법령이 통과됨으로써 결국 회중교회주의자들이 다른 모든 비국교도들과 함께 종교적인 충분한 관용을 얻게 되는 과정이 시작되었다 (→ 색인: 관용법). 18세기 전반 동안 잉글랜드의 회중교회주의자들은 유명무실했다. 그 수도 적었지만 신앙의 자유를 얻기 위해 투쟁하는 과정에서 열정도 차차 식어갔다. 그러나 복음주의 부흥운동(1750경~1815)이 시작되면서 상황이 변했다. 회중교회주의는 이 부흥운동과 연대를 맺어 새로운 활기를 얻기 시작하여 19세기 내내 점점 활발해져서 1832년 잉글랜드와 웨일스의 회중교회 연맹이 결성되는 중요한 전환점을 맞이했다.
회중교회주의자들은 내부 조직을 강화하면서 자유당과도 강한 유대를 맺었다. 대개 자유당이 승리한 1906년을 회중교회주의자들이 영국 사회 및 정치에 가장 큰 영향력을 행사한 때로 본다. 20세기가 진행되면서 회중교회주의자들은 영국의 교회와 마찬가지로 교인수와 세력에서 모두 쇠퇴했으나 에큐메니컬 운동을 위해 많은 지도자들을 배출했다. 1972년 영국 회중교회주의자들 대다수와 장로교도들이 연합하여 새로운 '연합개혁교회'를 세웠다. 회중교회주의가 공적으로 큰 영향력을 발휘하고 교인을 많이 얻은 것은 미국에서였다. 이른바 뉴잉글랜드 실험을 통해서 회중교회주의는 새 국가의 성격을 결정짓는 데 주요한 요인이 되었다.
회중교회주의는 식민지시대 초기에 2가지 형태로 미국에 심어졌다. 플리머스 식민지의 '순례자들'은 분리주의적인 회중교회주의자들로 자기들의 교회정치 이념을 실현하기 위해서는 영국국교회에서 이탈해야 한다고 판단했다 (→ 색인: 필그림 파더스). 반면에 그들과 이웃에 있던 매사추세츠 만(灣) 청교도들은 비(非)분리주의자들로서, 국교회를 자기들의 이상에 따라 개혁할 수 있다고 주장했다. 그러나 이 두 집단 사이의 차이점들은 종교적 열정이 식어가자 곧 사라졌다. 1662년 교인자격을 완화한 불완전서약(Half-Way Covenant)을 채택한 것은 이러한 상황에 대처하기 위한 조치였다. 대각성운동으로 알려진 1730, 1740년대의 광범위한 부흥운동은 뉴잉글랜드 교회에 교인들을 다시 가득 채웠으나, 동시에 미국 회중교회주의가 다시 분열하는 계기가 되기도 했다. 회중교회주의가 처음부터 받아들여온 칼뱅주의가 구원을 얻는 데 인간의 노력을 더 강조하는 아르미니우스주의 신학으로 대체되어가고 있었다.
19세기 회중교회들 안에서는 자유주의적인 신학견해가 일반화되어가면서 2가지 결과를 낳았다. 첫째는 많은 교회들이 유니테리언주의로 이탈한 것이고, 2번째는 그리스도인의 체험에서 회개의 중요성을 강조하지 않게 된 것이다. 1913년의 '캔자스시티 신조'는 회중교회주의가 과거에 신봉해온 칼뱅주의와 결별하는 결정적인 진술로 보는 것이 보통이다. 미국 회중교회주의는 다양한 제도의 역사를 지녀왔다. 19세기초 회중교회주의자들은 장로교도들과의 '연합계획'에 참여했다. 1871년에 결성된 '전국회중교회협의회'는 1931년 그보다 작은 교단인 '그리스도교회총회'와 연합함으로써 확대되었다. 1961년에는 '복음주의 개혁교회'와 연합하여 ' 연합 그리스도의 교회'를 만들어 규모가 더욱 커졌다. 회중교회의 전통은 오늘날 불과 2~3개의 군소 교회연합회들로 그 원래의 이름과 형태를 보존하고 있다.

## 주요 작품

### 보이지 않는 세계의 놀라움 (The Wonders of the Invisible World)

#### 작품내용
영국으로부터 미국으로 새로온 이주민들은 하나님을 믿는 사람들이었다. 정착한 곳은 한 때 악마가 지배했던 곳이었다. 악마가 이곳을 하나님나라를 위해 지배하시겠다는 주님의 약속을 이루기 위해 그 사람들이 온 것이라는 것을 알아차렸을 때, 악마는 굉장한 방해감을 느꼈을 것이다. 복음의 은 나팔이 멋진 소리를 만들어 낼 때, 에베소 사람들에게는 복음만큼 더 큰 격변이 없었다. 그래서 악마는 짜증이났고, 즉시 모든 방법을 동원해서 이 하찮은 땅덩어리를 뒤덮기 위해 노력했다. 그래서 많은 교회들이 황야로 도망쳐나오자 마자, 즉시 악인을 찾았다. 악마는 홍수를 일으키려 입을 벌리고 있었다. 나는 하늘아래 사람들의 마음을 뒤집어 놓는 데에 이보다 더 사악한 방법은 없다고 생각한다. 하나님께서 심어놓으신 포도나무를 근절하기 위해 사용해왔던 것보다 더 악마적인 방법이다. 하나님은 포도나무(이주민,청교도인을 의미한다.)를 이방인을 쫓아내고 이주민들이 거할 공간을 마련해주고 뿌리깊게 내릴 수 있도록 해주셨다. 큰 가지들을 동쪽 아틀란스 해로 보냈다. 작은 가지들은 서쪽 커네디컷 강으로 보냈고 이 곳의 언덕은 이들의 그림자로 덮였다.(매사추세츠에 정착하게 됨.) 그러나 지금까지 악마들의 모든 시도들은 실패했다. 에벤에셀리 하나님을 찬양하는데 뽑혔고 그곳에는 불쌍한 사람들도 있었다. 그리고 하나님으로부터 도움을 받게 되었다. 이것은 지금도 지속되고 있다. 그래서 악마는 우리를 뛰어넘는 한 가지 시도를 하려 한다. 그 시도는 우리가 접했던 시도들 보다 좀 더 어렵고 좀 더 놀랍게, 이해할 수 없는 환경으로 좀 더 혼란을 주기 위한 것이다. 우리가 이런 것들을 잘 견디게 된다면 우리는 헬시온의 날에 웃을 것이다.(평안한 생활을 즐기게 될 것이다.) 지옥에 있는 모든 맹금들을 우리 발 아래로 짓밟은 후에 말이다. 마치 유럽에서 하나님의 사람들이 박해를 받았던 것처럼 악마는 우리를 박해하는 사람들이 나타나기를 원하고 있었다. 좀 더 영적인 힘들을 뽑아서 우리에게 공격을 가하고 있다. 우리는 아직 살아있는 크리스챤들의 충고를 쭉 들었다. 그 충고는 악인은 살인자뿐만이 아닌 마녀로 고소를 당해 40여년전 사형당했던 악인이 아주 끔찍한 음모(나라에 반하는)를 마녀집으로 한다는 것이다. 마녀가 제때에 잡히지 않았더라면 아마 모든 것이 엉망이되었을 지도 모른다. 우리는 이러한 마녀짓이 발각된 것을 보고 있는 것이다. 사단의 군대는 교회와 이주해온 영국인 1세대에 무섭게 쳐들어와 모든 곳을 끔찍하게 파괴한다. 거기 살던 선량한 이주민들의 아이들과 하인들의 서글픈 비명소리로 가득 차 있게 했으며 보이지 않는 손에 의해 고문당하였으며 모든 것이 초자연적인 것에 의하여 그리하였다.(사람들이 미쳐가는 것을 말함. 이유없이 소리를 지르는) 악마들의 노력있는 나쁜짓을 한 뒤에 그들은 부분적으로 지배할 수 있었고 사단이 끔찍한 역병을 만들어 다른 곳까지 전파시켰다. 그곳에서도 사람들은 극악무도한 짓을 당하고 있었다. 이런 불쌍한 사람들은 감염되고 귀신 들림이 들끓게 된 후에 문제 양상에 대해 식별하기 위해 그런 사람들이 모여있는 수용소에 갔다. 사단이 착한 사람에 들어간다는 엄청나게 공정함에도 불구하고 이문제에 있어서는 아마도 마녀의 작은 부분도 증명할 수 없다. 수용소에 있는 몇몇 사람들은 조사를 받고 이들 중 몇몇은 아주 가증스러운 마법을 행했다고 죄로 기소되었다. 악마가 보여준 지옥에 가겠다는 우리 땅에 마법을 거는 짓에 참여하겠다는 계약서에 120명이 넘는 사람들이 서명을 하고 자백했다. 우리는 적어도 나는 모른다. 사단의 속임수가 이러한 자백도 얼마나 사단에 의한 것인지 말이다. 그리고 몇몇은 인간사를 이해하는 법칙은 모든 것이 목적이 있다고 보는 대부분의 많은 자발적으로 했지만 후회한 고백이 지능적 사람들에 의해 또는 여러군데의 동네에 의해 몇번에 걸쳐 만들어진 것이라면 우린 그들의 얘기를 믿지 말아야 한다. 특히나 우리가 수천개의 초자연적인 것을 우리 눈 앞에서 매일 보고 있을 때, 그러한 일들의 중대성을 인정하고 그들이 그토록 염려한다는 것을 증명하더라도 이러한 자백이 주는 모든 타격상황을 믿어서는 안된다. 만약 악마가 사람들의 마음을 너무나 훌륭한 글과 수행으로 독을 먹여서 칠 수 있다면 수십명의 착한 사람들은 뭉칠 것이고 범죄를 서로 고백하면서 이것은 굉장히 중요한 일이고 이전 시대의 경이로움을 뛰어넘는 것이다. 또 그것은 적지 않게 세상의 해체와 같은 위협을 가한다. 이제, 이러한 자백에 의하면 악마가 마녀들을 서로 연결하는 끔직한 매듭을 만들었고 마법의 도움으로 인해 이 무리들은 무섭게 증가했다. 악마와 연합된 정신을 서로 합의하여 여러 종류의 장난을 이웃에게 치는 거래를 계속 만들어왔고, 그들은 이웃들의 소유지와 몸을 이렇게 해치는 정복을 확실하게 했다. 그렇지 않다면 설명할 수 없는 일이다. 거대한 마법회의에서 비참한 사람들은 이 나라에서 크리스챤을 뿌리 뽑는 방법에 대해 의견을 나누고 협조하는데까지 나아갔고 크리스챤 대신에 이 세상에서 한번도 본 적이 없는 거대한 악의 마법으로 세우기 시작했다. 그리고 그것이 작고 짧은 기적같은 것이 될 것이다. 이와 같이 사업이 널리 퍼져도 악마는 자기가 부리는 요술에 방해되지 않는다. 이것이 우리가 더 혼란스러운 이유다.
그러나 나는 더 이상 기대하는 바를 알지 못하게 독자들을 못가게 붙들수 없다. 세일럼에서 사형당한 악인의 재판에서 마법때문에 그들이 유죄로 판결되었다. 내가 볼땐, 나는 재판에 한번도 참여한 적 없다. 그 사람들에 대해 어떤 선입견도 물론 가지고 있지 않다. 그 사람들과 지속적으로 관계를 맺고 있고, 세상에 사는 어떤 사람들만큼이나 가슴에서 우러나오는 애도자가 될 것이다. 주님은 그들을 위로하시기를.. 이렇게 하라는 지시를 받았다.

#### 작품 해석
사형을 받은 재판에서 일어나는 가장 중요한 요점을 짧게 밝히겠다. 이 사건에 대한 법정문서중에 이 문제에 관한 요약본을 모은 것이 나에게 있으므로. 당신은 진실을 있는 그대로 보게 될 것이다. 그 진실은 좋지 않은 사람들에게 해가 될 것이다. 이 커다란 일에 대해 내 책이 가지고 있지 않았다면 더 많았었을 수도 있다. 내가 4~5가지로 추려냈는데 이것은 이문제와 관련된 마녀를 어떻게 다루는지에 대해 설명을 제공할 수도 있고, 어디서부터 마법이 생각되었는지에 대한 설명도 제공할 수 있다. 그리고 지지자가 아닌 역사가로서 사실을 보고하는 것이라 할 수 있다.

### 뉴잉글랜드의 교회사( Magnalica Christi Americana )
코튼 매더는 종말론에 대한 깊은 관심이 있었다. 그는 뉴잉글랜드의 영적 상태가 그의 선조세대보다 점점 경건에서 멀어지는 것을 경고하고, 그리스도의 재림이 가까왔다고 외쳤다.

### 그리스도교인 철학자 ( The Christian Philosopher )
1721년에 매더는 미국에서 발행된 최초의 과학서적을 발간하였다. 그는 뉴톤의 과학이 어떻게 종교와 조화를 이루는지 보이려고 노력하였다. 부분적으로는 로버트 보일의 '크리스천 거장(Virtuoso)'에 기초하였다. 매더는 12세기 이슬람의 철학가인 이반 튜파일이 지은 '하이 이반 야크단'에서 영감을 얻었다고 보여진다.
'마호메트인'을 이단으로 정죄함에도 불구하고, 매더는 이 소설의 주인공인 하이를 이상적인 크리스쳔 철학가이며 일신론을 믿는 과학자로 모델화하였다. 매더는 하이를 문명에 물들지 않은 인물(noble savage)로 보았고, 토종 어메리칸 인디언을 이해하는 도구로 사용하였다. 그래서 하이를 청교도적 기독교로 개종하려고 하였다. 매더의 성만찬에 관한 짧은 작품은 나중에 그의 사촌인 요시아 코튼에 의해 번역되었다.

## 재물관
코튼 매더는 청교도의 재물 축적에 대하여 중도적인 절제를 강조하였는 데, 그치지 않는 땅에 대한 탐심과 세속적인 합리화를 버리라고 하며, 이 세상에서 단지 팔꿈치 정도의 여유(elbow-room)만 있으면 된다고 하였다.